# Herpolitha limax
Herpolitha limax is een rifkoralensoort uit de familie van de Fungiidae. De wetenschappelijke naam van de soort is voor het eerst geldig gepubliceerd in 1797 door Esper.